# آندره الکساندروویچ گونچار
آندره الکساندروویچ گونچار (انگلیسی: Andrey Aleksandrovich Gonchar; ۲۱ نوامبر ۱۹۳۱ – ۱۰ اکتبر ۲۰۱۲) ریاضی‌دان، و استاد دانشگاه اهل اتحاد جماهیر شوروی سوسیالیستی بود.